# Caraipa savannarum
Caraipa savannarum är en tvåhjärtbladig växtart som beskrevs av K. Kubitzki. Caraipa savannarum ingår i släktet Caraipa och familjen Calophyllaceae. Inga underarter finns listade i Catalogue of Life.